# Borstträdpiggsvin
Borstträdpiggsvin (Chaetomys subspinosus) är en art i familjen trädpiggsvin som förekommer i Sydamerika. Djuret är den enda arten i släktet Chaetomys.

## Kännetecken
Som namnet antyder bär djuret borstlika hår som vid huvudet, nacken och främre extremiteter mer liknar taggar. Pälsen har en mörkbrun färg. Fötterna och svansen är svartbruna. Den senare är täckt med fjäll. Borstträdpiggsvinet når en kroppslängd mellan 38 och 46 centimeter, en svanslängd mellan 25 och 28 centimeter och en vikt omkring 1,3 kilogram.

## Utbredning och habitat
Arten förekommer i sydöstra Brasilien. Utbredningsområdet sträcker sig över delstaterna Sergipe, Bahia, Espírito Santo och Rio de Janeiro. Habitatet utgörs av skogar och buskland nära savanner.

## Levnadssätt
Djuret lever i träd och rör sig långsamt framåt bland grenarna. Den vilar på dagen i håligheter i träd eller jordgropar och letar på natten efter föda. Födan består huvudsakligen av frukter och nötter. Nästan ingenting är känt om artens sätt att fortplanta sig.

## Hot
Borstträdpiggsvinet hotas genom förstöringen av levnadsområdet. IUCN listar arten som sårbar (vulnerable).

## Systematik
Zoologerna är inte ense om arten ska räknas till familjen trädpiggsvin (Erethizontidae) eller lansråttor (Echimyidae). Bägge familjer förekommer i Amerika och medlemmarnas hår liknar borstar eller taggar. Enligt den nyaste klassifikationen av Wilson & Reeder utgör borstträdpiggsvin en egen underfamilj, Chaetomyinae, i familjen trädpiggsvin.